# 32146 Paigebrown
32146 Paigebrown è un asteroide della fascia principale. Scoperto nel 2000, presenta un'orbita caratterizzata da un semiasse maggiore pari a 2,3693854 UA e da un'eccentricità di 0,1316862, inclinata di 7,07855° rispetto all'eclittica.